# Laura Battiferri
Laura Battiferri o Laura Ammanati (Urbino, 13 de novembre de 1523 – Florència, 3 de novembre de 1589) va ser una poeta italiana del Renaixement. Va publicar dos llibres de poesia: El primer llibre d'obres de Toscana (Florència, 1560) i Els set salms penitencials… amb alguns sonets espirituals (Florència, 1564). Va morir el 1589 mentre estava compilant la seva tercera obra, Rimes, que mai es va arribar a publicar.

## Biografia
Laura Battiferri va néixer a Urbino, Itàlia. Era filla il·legítima de l'eclesiàstic Giovanni Antonio Battiferri i Maddalena Coccapani de Carpi. Pel seu estatus en els cercles de poder vaticans, el seu pare gaudí de molts privilegis amb l'arribada al papat de Pau III i ella va néixer dins d'una elevada posició social i amb accés a riquesa cosmopolita. El seu pare es va assegurar que rebés una bona educació, la qual cosa es manifesta en la seva familiaritat literària amb el llatí, l'amor pels clàssics vernacles, i el coneixement de la Bíblia. Malgrat el seu origen il·legítim, Giovanni Antonio Battiferri va reconèixer Laura com la seva filla i va fer que el papa Pau III la legitimitzés al 1543; eventualment, ella va ser la seva hereva de ple dret. En arribar a l'edat adulta, Laura Battiferri tenia una bona formació en literatura, filosofia i religió.
Es va casar amb Vittorio Sereni, un organista de la cort, que va morir el 1549, després de cinc anys de matrimoni. El sonet 240 de la seva obra El primer llibre d'obres de Toscana expressa el seu dolor:
En anar desapareixent el sol i quan les ombres

descendeixen sobre el cim de la muntanya

i els problemes mundans desapareixen, un a un,

aplacant els cors,

la mort i el destí cruel em satisfan d'angoixa,

el descans es nega al meu cor cansat,

i transcorren les meves hores i nits en plor,

llàgrimes que omplen el meu cor i els meus ulls.

Oh, quan veig la cornucòpia curulla

amb fruits i flors, quan veig les meves amigues fidels

Flora i Ceres, una portant roses al pit,

i l'altra, blat madur,

i el jove camperol torna de les praderies

portant el producte de la seva àrdua tasca,

penso amb els meus ulls plorosos: és que la pèrdua i el dol actuals

seran per sempre el fruit de les meves esperances?
Per aquesta raó ella es va mudar a una casa de la família Battiferri a Roma, on conegué per contactes comuns en els cercles vaticans Bartolomeo Ammannati, un escultor de Florència que el 1550 esdevindria el seu segon marit. Ella va aportar al matrimoni un dot de 2.000 escuts, una quantitat gairebé deu vegades major que el dot d'una núvia típica per aquesta època, tot i que és possible que mai fos completament abonat i, en morir el seu pare, aparegués en una llista de «temes per resoldre». La parella va passar els primers anys de matrimoni a Roma, on Laura Battiferri s'hi trobava bé, i va expressar aquests sentiments en la seva obra:
 Pujols amplis i sagrats, 

 florents i suaus, 

 on amb el seu gran i gloriós imperi 

 els teus fills han abastat tot el món, 

 que els teus cels siguin clars per tota l'eternitat 

 i que sempre estiguis lliure de la calor i la gelada; 

 i tu, riu platejat, cabalós i encantador, 

 fas que Roma sigui encara més bella; 

 que el teu sol mai sigui tan intens 

 com per assecar-te les verdes trenes. 

 Que mai arribi el dia lamentable 

 en què hagi de partir del teu càlid refugi. 
Al començament de la dècada de 1550, Bartolomeo Ammannati rebé diversos encàrrecs arquitectònics del papa Juli III a Roma, que realitzà amb ajuda de Miquel Ángel i Giorgio Vasari. Aquests encàrrecs cessaren al 1555, amb la mort del papa. Impulsat per Giorgio Vasari, que s'havia instal·lat juntament amb un grup d'artistes industriosos a Florència i convidava Bartolomeo Ammannati que se'ls hi unís, s'instal·laren a la regió. Laura Battiferri, que mirava aquest desplaçament amb aprensió en un moment en què la seva carrera estava progressant, va escriure sobre la seva desafortunada partida de Roma i el desig que el seu nom i la seva reputació perduressin.
 Aquí estic, part de vostès, nobles ruïnes inviolades, 

 Si, aquí estic - oh destí cruel- 

 Ràpida a deixar-te; ales, és que mai tindrà fi la meva profunda tristesa? 

 I vostès, esperits ambulants, 

 A qui el cel va atorgar tan esplèndids dones 

 Com per concedir-los la dita 

 De l'eterna ciutadania al cel. 

 Permetin que la meva pregària humil sigui escoltada en el cel: 

 Encara que jo estigui molt distant, vivint en les tenebres horribles 

 I sepultada viva en el Arno, 

 Fes que el meu nom, la millor part de la meva 

 Que quedarà al Tiber, lliure de tota escòria, 

 Romangui viu entre els teus divins tresors. 
Laura Battiferri obtingué a Florència una gran popularitat gràcies al seu talent i moralitat i la publicació de molts dels seus escrits. A la vil·la de Maiano, prop de la ciutat de Florència, va acollir un cercle d'humanistes, artistes i poetes, com Agnolo Bronzino (que la va retratar), Annibale Caro, Benvenuto Cellini, Luca Martini, Bernardo Tasso, Baccio Valori, Benedetto Varchi, Piero Vettori, Antonio Francesco Grazzini o Silvio Antoniano.
De vegades acompanyava el seu marit en els seus trasllats laborals: el 1552 era a Roma, després a Venècia i a Pàdua. El 1560 va publicar la col·lecció poètica Il primo libro delle opere toscane, dedicat a la duquessa Medici, Eleonora de Toledo, dona de Cosme I, amb l'editor florentí Giunti. El llibre inclou 126 sonets petrarquistes, 13 madrigals, una traducció de l'Himne de sant Agustí a la glòria del paradís (en realitat d'un text pseudo-agustí) en vers blanc, una traducció de la cinquena lamentatio de Jeremies, amb el títol Oració del profeta Jeremies i l' ègloga Europa. Es va guanyar l'elogi de poetes de tot Itàlia i Bernardo Tasso, aleshores poeta a la cort d'Urbino de Guidobald II della Rovere, la va definir com «l'honor d'Urbino».

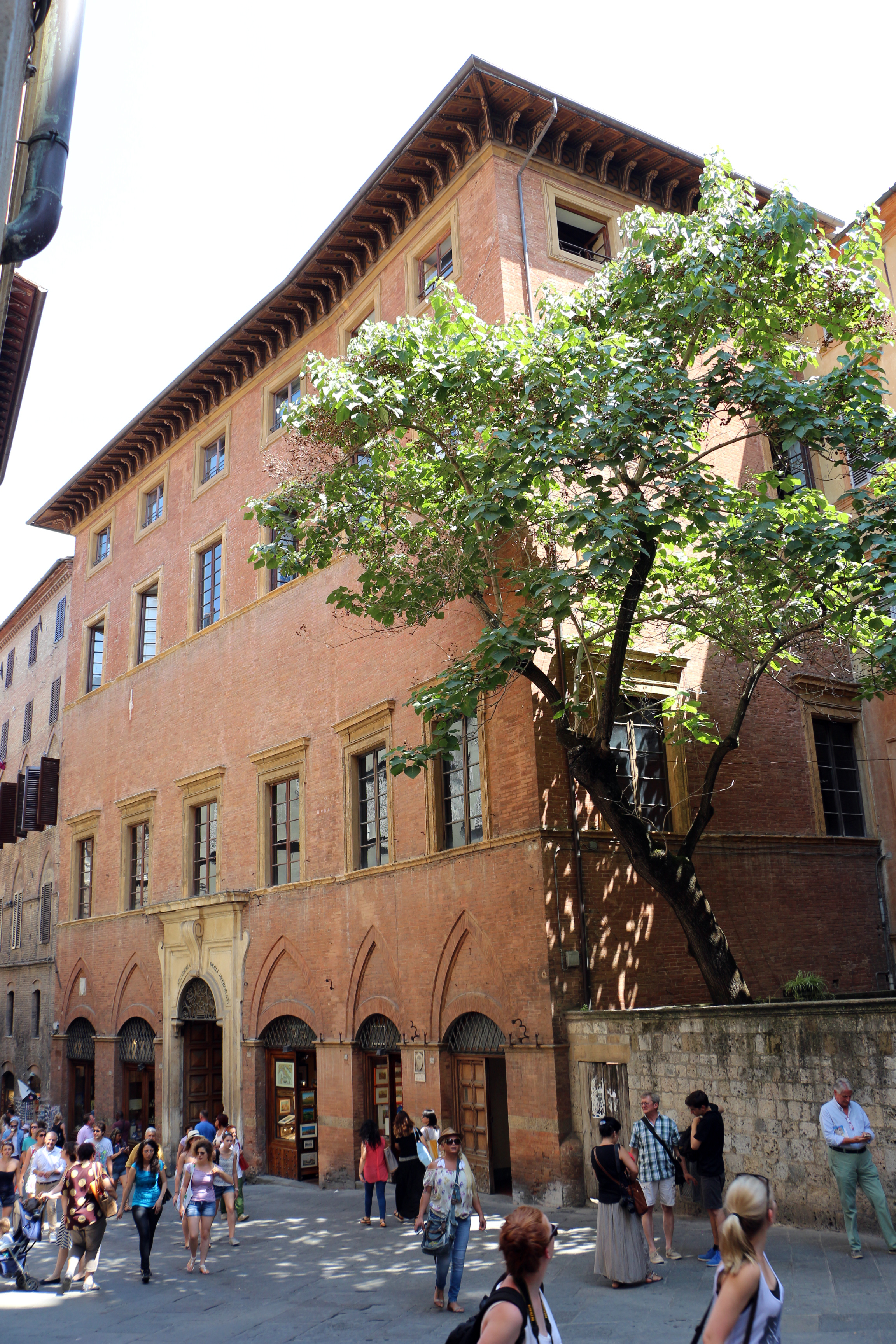
Palazzo Patrizi, seu de l'Accademia degli intronati, a Siena

El 1560 va ingressar en l'acadèmia més prestigiosa de totes, l'Accademia degli Intronati de Siena, sent la primera dona a ser admesa en una acadèmia italiana. Cada membre dels Intronati adoptava un pseudònim humorístic, antifràstic, Laura Battiferri va triar «Sgraziata», és a dir, la «sense elegància», una característica precisament contrària al seu estil. I probablement també ingressà a l'Accademia degli Assorditi d'Urbino.
Laura Battiferri va publicar el seu segon llibre, Els Set Salms Penitencials… amb alguns Sonets Espirituals, l'any 1564, i el va dedicar a Vittoria Farnese, duquessa d'Urbino. En aquesta obra, ella es va mostrar com una bona traductora bíblica i exegeta, totes dues habilitats típicament reservades per als homes. La carta introductòria a la duquessa d'Urbino va marcar un pas ascendent en la seva carrera de la literatura secular a la literatura sacra. El 1565 havia assolit la cúspide de la seva fama.

Mentre que els sonets del primer llibre pertanyen al fil del petrarquisme del segle XVI, els Set Salms penitencials encaixen en el nou marc de la literatura de la Contrareforma. L'única obra literària en prosa de Battiferri que ens ha arribat és una Oració sobre el naixement de Nostre Senyor, encara inèdita llevat d'una traducció a l'anglès.

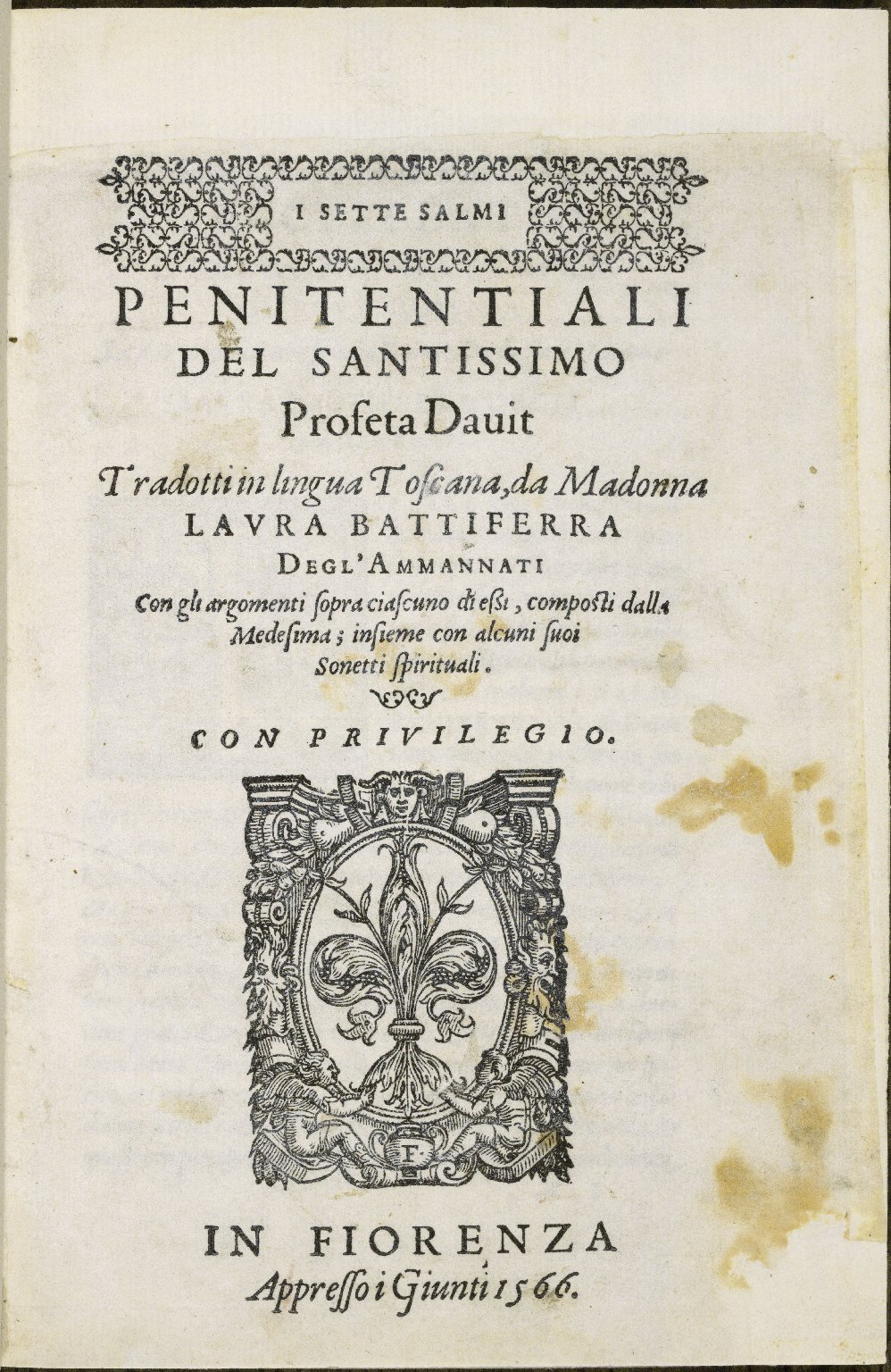
Portada del llibre Psalms de Battisferri. Edició de 1565

Va mantenir correspondència amb poetes del seu temps, la bolonyesa Lucia Bertani i la napolitana Laura Terracina, que li van enviar poemes, i sobretot amb Benedetto Varchi, que li va ser amic i assessor literari. Es coneixen algunes de les cartes que es van intercanviar entre 1556 i 1563 , en les quals es combina informació de caràcter privat amb observacions d'estil literari.
Laura Battiferri va morir a Florència el novembre de 1589, mentre preparava les seves Rimes. Un terç del total dels seus escrits mai va arribar a ser publicat. Els escrits del final de la seva vida —centenars de sonets espirituals, poemes narratius bíblics, i la seva èpica incompleta dels reis hebreus— van ser lliurats a la Biblioteca Casanatense a Roma i pràcticament gens d'aquest material ha estat difós mai. Va ser enterrada juntament amb el seu marit a l'església de San Giovannino, llavors en mans dels jesuïtes, dels quals era molt devota.

## Retrat
El retrat que en feu Agnolo Bronzino, creat cap al 1560, que es troba al Palazzo Vecchio de Florència, és un dels millors exemples del gènere del retrat, i se l'ha considerat «un dels retrats femenins més impressionants del Renaixement». És de perfil, en referència als retrats d'escriptors del segle XIV com Dante o Petrarca, així com a les imatges dels medallons del segle XV. Sosté un llibre obert a la mà, un exemplar del Canzoniere de Francesco Petrarca, assenyalant amb el dit el sonet a la seva estimada Laura, la seva homònima.